# Salvatore Tripoli
Salvatore Tripoli   (Nova York, 5 de desembre de 1904 - Nova York, 7 de març de 1990) va ser un boxejador estatunidenc que va competir durant les dècades de 1920 i 1930.
El 1924 va prendre part en els Jocs Olímpics de París, on guanyà la medalla de plata de la categoria del pes gall, en perdre la final contra William Smith.
Posteriorment passà al professionalisme, però mai guanyà cap títol destacat.